# Не верь лисе на зелёном лугу, не верь еврейским клятвам!
Не верь лисе на зелёном лугу, не верь еврейским клятвам! Книга с картинками для старых и молодых (нем. Trau keinem Fuchs auf grüner Heid und keinem Jud auf seinem Eid! ein Bilderbuch für Gross und Klein) — антисемитская детская книжка с картинками, изданная в ноябре 1936 года в нацистской Германии. Книгу написала и проиллюстрировала Эльвира Бауэр (1915 — после 1943), воспитательница детского сада, ученица художественной школы и сторонница нацизма. Это была первая из трёх детских книг, опубликованных Юлиусом Штрейхером, редактором печально известной антисемитской газеты Der Stürmer, который позже был казнён за военные преступления.
С помощью стереотипных нацистских карикатур, примитивных детских стишков и красочных иллюстраций детям и взрослым рассказывают, что, по мнению нацистской партии, якобы представляет собой еврей и как он выглядит; евреи представлены как «дети дьявола», злые существа, которым нельзя доверять, и противопоставляются идеализированным «арийцам». Подобные работы нацистской пропаганды использовались для внушения молодежи Германии нацистской расовой идеологии.
«Не доверяй лисе на зелёном лугу» выдержала семь изданий общим тиражом не менее 70 000 экземпляров. После того как Бауэр переехала в Берлин в 1943 году и поступила в художественную школу при Имперской палате культуры и изящных искусств (Reichskammer der bildenden Künste) нет никаких известных записей о её дальнейшей жизни или деятельности.

## Детская литература в нацистской Германии
В нацистской Германии идеология была основана на расистских представлениях о биологии и природе. Образование и идеологическая индоктринация практически не различались между собой. Расовая теория была концептуальной основой учебной программы и объяснением для любых фактов.
Литературовед Дэниэл Фельдман пишет, что детские книги с нацистской пропагандой демонстрируют, что общество может почитать науку до такой степени, что делает биологию организующим принципом своей образовательной системы, и при этом производить детскую литературу, пронизанную выдумками и ложью. Антисемитские истории представлены в нацистской детской пропаганде как выражение точных научных данных; научные теории представлены в поддержку конспирологического националистического мифа.

## История создания
В 1936 году воспитательница детского сада будущая студентка нюрнбергской художественной школы Эльвира Бауэр написала и проиллюстрировала книжку с картинками, которая в конечном итоге стала классикой антисемитской детской литературы. В июле того же года, рассчитывая получить средства на учёбу, она предложила свою рукопись книги нескольким издательствам, в том числе издательству НСДАП «Франц Эгер». Ей отказали все кроме Юлиуса Штрейхера, запустившего рукопись в тираж в собственном издательстве Verlag Der Stürmer в рекордно короткие сроки. Книга стоила недорого и была доступна каждому желающему. Только
за первые три дня после поступления в продажу было реализовано 5 тысяч экземпляров.
Во время Нюрнбергского процесса над главными немецкими военными преступниками после Второй мировой войны книга «Не верь лисе на зелёном лугу» использовалась как документальное свидетельство губительного антисемитизма в нацистской Германии.
Прискорбно и страшно думать, что десятки тысяч немецких детей отравлены, буквально отравлены, этим отвратительным продуктом мерзости и слабоумия. Но поскольку она, к сожалению, существует и находится в руках немецких детей, мы также должны использовать её как самый сильный из мыслимых методов пропаганды против Рейха Гитлера и Штрейхера.
— Клаус Манн об этой книге в Jewish Frontier 1937-09
Если вы хотите знать, хорошо что-то или плохо, всё, что вам нужно сделать, это послушать, что говорит еврей. Когда евреи всего мира выступают против этой книги с картинками, это является доказательством её огромной ценности.
— Ответ издателя на зарубежный критицизм книги, Der Stürmer No. 10, March 1937 

## Название

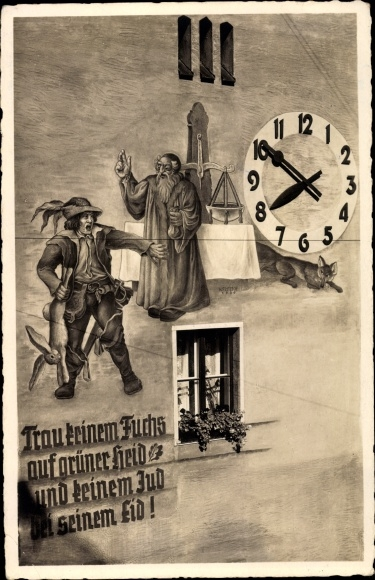
Нацистская пропагандистская открытка 1930-х годов, на которой изображена фреска в Нюрнберге, иллюстрирующая старую антиеврейскую поговорку, приписываемую Мартину Лютеру: «Не верь ни лисе, что бы ты ни делал, ни клятве любого еврея».

Название Trau keinem Fuchs auf grüner Heid und keinem Jud bei seinem Eid («Не доверяй ни лисе, что бы ты ни делал, ни клятве любого еврея») относится к рифмованной антисемитской поговорке, приписываемой Мартину Лютеру: " Trau keinem Wolf auf wilder Heiden / Auch keinem Juden auf seine Eiden / Glaub keinem Papst auf sein Gewissen / Wirst sonst von allen Drein beschissen («Не верь волку в дикой пустоши / И не верь еврею в его присяге / Не верь папе с его совестью / Иначе все трое тебя поимеют»).

## Анализ
Trau keinem Fuchs auf grüner Heid und keinem Jud auf seinem Eid ориентирована на детей. Книга рассказывает, кто такие евреи и как их опознать. Это сделано как с помощью текста, так и благодаря иллюстрациям. Посредством книги автор провёл явное разделение между немцами и евреями. На обложке присутствует изображение еврея и изображение человека, обозначенного как еврей — у него большой нос, большие уши и толстая рука в двуперстии, и рядом с ним располагается Звезда Давида.
Книга разделена на десять разделов:
- Отец евреев — дьявол
- Вечный жид
- Еврейские имена
- Однажды еврей всегда будет евреем
- Еврей от крупного рогатого скота
- Суббота
- Еврейский юрист
- Служанка
- Еврейский доктор
- Молодость фюрера

### Отец евреев — дьявол
В этом разделе Бауэр повествует, что еврей работает на дьявола и что им никогда нельзя доверять. Она утверждала, что «дьявол привел их в Германию» и что «как воры, они украли нашу [Германскую] землю». Она описала еврея как всегда «ругающегося и ругающегося с согнутой спиной и в огромных тапочках». Это делается для того, чтобы привить детям с раннего возраста негативный стереотип о евреях. Бауэр также описала в этом разделе немца. Немец «стоит прямо» и «является гордым молодым человеком, способным работать и сражаться». Это показывает немца как сильного, а еврея как слабого. Иллюстрации на странице ещё раз демонстрируют это. Немец, у которого светлые волосы, стоит высоко выпрямившись с лопатой в руке и мускулистым телом. Еврей, напротив, толстый, курящий, с большими ногами и большими руками. Первая часть этой книги также написана в стихах, что облегчает её понимание детьми.

### Вечный жид
В этом разделе Бауэр связывает христианство с антисемитизмом. Она обвинила евреев в смерти Иисуса и в том, что с тех пор они «несут в себе проклятие» и их следует избегать. Их видят «отовсюду как вредителей», как лису, и что от них «детей нужно уберечь». Это учило нееврейских детей бояться и избегать евреев и еврейских детей, так как они могли подхватить еврейское проклятие. На иллюстрации на этой странице изображён мужчина с растрепанными волосами, большим носом и в темном пальто; он окружен пламенем, что связывает его с Дьяволом в предыдущем разделе.
Средневековый персонаж «Блуждающего еврея» также демонизировался в книге и на выставке (1937 г.), и документальном фильме (1940 г.) под названием «Вечный жид» (Der Ewige Jude), и другой антисемитской нацистское пропаганде.

### Еврейские имена
В этом разделе Бауэр показывает, как узнать еврея по имени. Она описала, как евреи могут быть хитрыми со своими именами, и хотя некоторые из них могут звучать по-немецки, между ними немало различий. Это ещё один способ, которым детей учат распознавать еврея.

### Однажды еврей всегда будет евреем
В этом разделе Бауэр рассказала историю о еврее, который обратился в христианина, но в пятницу продолжал есть гуся. Она утверждает, что обращение невозможно, как гусь не может превратиться в рыбу. Она утверждала, что как гусь не может стать рыбой, так и еврей не может стать христианином и всегда будет евреем. Это было подкреплено иллюстрацией, где человек с большим носом, большими ногами и большими руками ест мясо в пятницу перед священником. Это научило детей тому, что евреи подлы и лживы.

### Еврей от крупного рогатого скота
Этот раздел представляет евреев жадными и думающими только о деньгах; она учила детей, что евреи всегда будут пытаться обмануть немцев. Иллюстрация представляет собой красочное изображение скотного двора и еврея, забирающего животных у немца.

### Суббота
В этом разделе Бауэр описала, насколько евреи ленивы и то, что в субботу они ожидают, что немцы сделают всю работу. Она учила, что евреи нечестны и прячут все свои деньги. Иллюстрации в этом разделе снова показывает еврея толстым, тем самым подчеркивая, как предположительно выглядит еврей. На одной из фотографий также изображен еврей с лисой — обычная ссылка, используемая нацистской пропагандой, чтобы представить их хитрыми и скрытными.

### Еврейский юрист
В этом разделе рассказывается, как еврейский юрист забрал всю продукцию фермера, чтобы того представляли в суде. В конце концов еврей становится толстым, а крестьянину ничего не остаётся. На иллюстрации к этому разделу показаны две сцены. В первой сцене видны хорошо одетый фермер и маленький худощавый еврей. Однако вторая сцена показывает толстого еврея и бедного фермера. Эта история научила нееврейских детей тому, что еврей возьмёт все их деньги и продукты и оставит их ни с чем.

### Служанка
В этом разделе неевреям рассказывалось об отношениях между неевреями и евреями. В нём евреи навязывали себя нееврейским женщинам, в отличие от нееврейских мужчин, отказывающихся от любых отношений с еврейскими женщинами. В этом разделе девочек-неевреек учили бояться романтических и сексуальных домогательств евреев, а мальчиков-неевреев бояться любого соблазнения со стороны еврейских женщин.

### Еврейский доктор
В этом разделе Бауэр изображает еврейского врача как человека, который убьёт немца, чтобы спасти еврея, поскольку он следит за тем, чтобы «ни один еврей не был спасён из ада» Бауэр считала, что еврей всегда попадает в ад после смерти, и врач-еврей пытается этому помешать. Это научило детей тому, что всё, что делает еврей, плохо, и подражание евреям отправит их в ад.
Этот раздел хвалит издание Der Stürmer за его антисемитскую позицию. Красочные иллюстрации включают изображения евреев, сбившихся в кучу рядом с воронами, по-видимому, замышляющих заговор, в то время как Der Stürmer находится на стене позади них. Это иллюстрирует предполагаемую ненадёжность евреев, которых характеризуют как „подлых“. Этот раздел также призывает детей и их семьи не покупать в еврейских магазинах, объясняя предполагаемые причины отсутствия еврейских детей в школах. Заключительная часть этого раздела идеализировала удаление евреев из немецкого общества, создавая идеальное „Отечество“.

### Молодость фюрера
В заключительном разделе немецкую молодежь призывали вступить в Гитлерюгенд (Юнгфольк для мальчиков в возрасте 10-14 лет и Гитлерюгенд для мальчиков в возрасте 14-18 лет), чтобы объединиться как одна нация. С другой стороны, евреев просят уйти. Фотография сварливых евреев, идущих под знаком с надписью «Дорога с односторонним движением. Торопитесь. Торопитесь. Евреи — наша беда», а в тексте используется фраза «какая отвратительная картина». Это способствовало ощущению безотлагательности избавления от евреев в немецком обществе.

## Оценки
На протяжении всей книги Бауэр использовала несколько животных, символизирующих евреев. Два животных, которые часто использовались, — это лиса и ворона. Лиса в греческих легендах часто представляла дьявола, но в нацистской Германии лисе часто придавали другие значения. Лисы считались подлыми и хитрыми и поэтому хорошо вписывались в антисемитскую пропаганду. Лисица также считалась переносчиком бешенства. Связав лису с евреем, она укрепила идею о том, что иудаизм — это болезнь, подобная бешенству. Лиса была очень распространена в немецкой пропаганде и в таких фильмах, как «Лис Рейнард» и «Еврейское животное», которые изображали связь между лисой и евреем.
Другое животное, используемое в книге, — ворона. Их часто видели рядом с евреями. Вороны ассоциировались с работой Дьявола, и отождествление их с евреями подразумевало, что евреи работали с Дьяволом. 
Во время Международного судебного процесса над нацистскими преступниками книга использовалась в качестве доказательства представителями обвинения.